# Newszone
Newszone ist eine Nachrichten-App der SWR-Jugendwelle Dasding. 
Die App bietet seit 2022 Nachrichten für ein junges Publikum, dargestellt in Texten, Bildern, Videos und Audios. 
Der SWR schrieb, „Newszone“ sei „ein multimediales und interaktives Element des Telemedienangebots dasding.de, das im Schwerpunkt mittels Bild und Ton gestaltet ist und bei dem Text nicht im Vordergrund“ stehe.
Sechzehn Verlage (darunter die Verlage der Stuttgarter Zeitung, der Badischen Zeitung und der Rheinpfalz) klagten vor dem Landgericht Stuttgart: die App sei presseähnlich und dies verstoße gegen den Medienstaatsvertrag.
Die Richter erließen am 21. Oktober 2022 eine einstweilige Verfügung (Az. 53 O 177/22). Beide Seiten (SWR und Verlage) gingen beim Oberlandesgericht Stuttgart in die Berufung. Das OLG urteilte am 28. Juni 2023 (Az. 4 U 31/23), es bestehe ein Zwang, vor einer Klage die seit 2019 gesetzlich vorgeschriebene Schlichtungsstelle anzurufen.
Der SWR teilte mit, Newszone vorerst offline zu lassen.